# Investitionsneutralität
| Entscheidungsneutralität    | Entscheidungsneutralität    | Entscheidungsneutralität    |
| --------------------------- | --------------------------- | --------------------------- |
| {\displaystyle \Downarrow } | {\displaystyle \Downarrow } | {\displaystyle \Downarrow } |
| Investitionsneutralität     | Finanzierungsneutralität    | Rechtsformneutralität       |

Von Investitionsneutralität eines Steuersystems wird gesprochen, wenn Steuern keinen Einfluss auf die Investitionsentscheidung nehmen.

## Allgemeines
Ein Steuersystem ist investitionsneutral, wenn die Differenz aus den Kapitalerträgen einer Investition und den Kapitalkosten vor Steuern mit denen nach Steuern übereinstimmen. Die Kapitalkosten entsprechen der erforderlichen Mindestrendite, die ein Investitionsprojekt vor Steuern erwirtschaften muss, damit das Projekt nach Steuern gerade noch als vorteilhaft angesehen werden kann.
Dies bedeutet, dass Investitionen bei Gewinnsteuern in gleicher Höhe vorgenommen werden würden wie im Falle ohne Steuern in einer steuerlosen Wirtschaftsstruktur. Das Investitionsverhalten der Investoren soll sich also durch die Gewinnbesteuerung nicht ändern.
Wenn Investitionsneutralität verletzt wird, ist ein so genanntes Steuerparadoxon möglich. Bei einem Steuerparadoxon kann ein Investitionsprojekt nach Berücksichtigung der Steuerbelastung über einen höheren Kapitalwert als vor Steuern verfügen.

## Theoretische Grundlagen
Eine Investition wird nur vorgenommen, wenn die vorangegangene Investitionsrechnung einen Überschuss der Investitionseinnahmen über die Investitionsausgaben zeigt. Dabei wird in der Betriebswirtschaftslehre die Vorteilhaftigkeit einer Investition auch bei Berücksichtigung von Steuern untersucht. Auch die 1967 von Dale Jorgenson entwickelte Theorie der optimalen Kapitalakkumulation macht Aussagen über den Einfluss von Steuern auf das unternehmerische Investitionsverhalten.